# Diane Moser
Diane Moser (* 29. Juli 1957 in Kansas City; † 17. Dezember 2020) war eine US-amerikanische Jazzmusikerin (Piano, Komposition).

## Leben und Wirken
Moser erwarb einen Bachelor of Arts am Empire State College in New York und einen Masterabschluss in Jazzpiano an der Manhattan School of Music, wo sie bei Harold Danko und Jaki Byard studierte. Ihr Debütalbum Live! At Tierney’s Tavern (1999) nahm sie mit der von ihr 1997 gegründeten Composers Big Band auf, bestehend aus Musikern von New Jersey. Die Bigband wurde 2018 und 2019 beim Kritikerpoll des Down Beat in der Kategorie Rising Star Big Band nominiert. Über Diane Moser’s Composers Big Band stellte sie zudem eine Plattform für Gäste wie Jane Ira Bloom, Mark Dresser, Howard Johnson, Oliver Lake und Michele Rosewoman bereit. Des Weiteren arbeitete sie ab 1999 mit ihrem Quintett und einem Trio, darunter die Musiker Ben Williams, Mark Dresser, Gerry Hemingway, Marty Ehrlich, Andy Eulau, Scott Neumann, Michael Sarin, Anton Denner, Ed Xiques, Andrew Cyrille, Rob Thorsen und Duncan Moore, mit denen bis 2017 weitere Aufnahmen entstanden. Moser lebte zuletzt in Montclair.
Moser unterrichtete am Vermont College of Fine Arts; ab 2006 war sie Mitglied der Kernfakultät der New School für Jazz und zeitgenössische Musik in New York City, wo sie Kompositions-, Improvisations- und Geschichtskurse hielt. Moser war Fellow der MacDowell Colony, des Virginia Center for the Arts, und wurde 2011 zur Mid-Atlantic Arts Creative Fellow der Millay Arts Colony ernannt. Sie erhielt Kompositionspreise von New Music USA, Chamber Music America, Meet The Composer, Inc., dem American Music Center, dem Mary Flagler Carey Charitable Trust und dem Alice M. Ditson Fund der Columbia University. 2018 stellte sie auf der Konferenz The Global Composition 2018: Sound, Ecology and Media Culture in Dieburg ihre Beschäftigung mit dem Vogelgesang, die ihr Trio zuletzt anleitete, vor. Sie starb Ende 2020 an den Folgen einer Erkrankung an Krebs und lymphatischer Leukämie, nachdem sie sich im Sommer einer Wirbelsäulenoperation unterziehen musste.

## Diskographische Hinweise
- Live! At Tierney’s Tavern (New Artists Records/New Arts, 1999)[6]
- WDMO (2007), mit Peter Sprague, Rob Thorsen, Duncan Moore, Will Parsons, Marguerita Page, Mary Redhouse
- Diane Moser/Mark Dresser: Duetto (CIMP, 2008)
- Music for the Last Flower: a Suite for Jazz Quintet (Planet Arts, 2012) mit Ben Williams, Marty Ehrlich, Mark Dresser, Gerry Hemingway
- Birdsongs (Planet Arts, 2017), mit Anton Denner, Ken Filiano[7]